# Cattura del forte Ticonderoga
La cattura del forte Ticonderoga avvenne durante la guerra d'indipendenza americana, il 10 maggio 1775, quando una piccola unità dei Green Mountain Boys ("Ragazzi della Montagna Verde", un gruppo di miliziani della regione tra lo Stato di New York e il New Hampshire), guidati da Ethan Allen e dal colonnello Benedict Arnold, sopraffecero la piccola guarnigione britannica del forte, prima di saccheggiarlo. I cannoni e gli altri armamenti che vi trovarono all'interno furono trasportati a Boston e posizionati sulle colline di Dorchester Heights, durante l'assedio della città.
Dopo aver preso il forte, un piccolo distaccamento di miliziani catturarono il vicino forte Crown Point, l'11 maggio. Sette giorni dopo, Arnold e cinquanta uomini arditamente eseguirono un raid sul forte Saint-Jean, sul fiume Richelieu, nel Quebec meridionale, ottenendo rifornimenti militari, cannoni e un vascello militare sul Lago Champlain.
Anche se lo scopo di queste operazioni era minore, ebbero una significativa importanza strategica. Impedirono, infatti, la comunicazione tra le unità britanniche a nord e a sud delle colonie in rivolta e diedero all'Esercito continentale una base per invadere il Quebec, a fine 1775. A livello personale, Allen ed Arnold ottennero il massimo prestigio possibile da questi eventi. Di ancor maggior importanza fu la possibilità di usare i cannoni del forte nell'assedio di Boston, i cui bombardamenti sulla città costrinsero gli inglesi a lasciarla ai coloniali.

## Gli antefatti
Nel 1775, la posizione del forte Ticonderoga non sembrava essere strategicamente così importante come lo era stato nella guerra franco-indiana, quando i francesi lo difesero strenuamente contro un numeroso contingente britannico, nella battaglia di Fort Carillon del 1758, e quando gli stessi britannici lo catturarono nel 1759. Dopo il Trattato di Parigi del 1763, nel quale i francesi cedettero i loro possedimenti nordamericani agli inglesi, il forte non si trovò più lungo la frontiera dei due imperi, a guardia della principale via d'acqua tra di essi. I francesi fecero esplodere il magazzino della polvere da sparo del forte quando lo abbandonarono e da allora cadde in rovina. Nel 1775, vi era a guarnigione solo un piccolo distaccamento del 26º Reggimento Fanti britannico, composto da due ufficiali e quarantasei uomini, di cui molti invalidi di guerra. Anche altre venticinque persone, donne e bambini, vivevano nel forte. Per via dell'importanza che ebbe, il forte Ticonderoga aveva ancora un'ottima fama come "passaggio per il continente", o la "Gibilterra d'America", tuttavia nel 1775, secondo lo storico Christopher Ward, era "più un villaggio in legno che un forte."
Anche prima che la guerra cominciasse, i coloniali erano interessati al forte per diverse ragioni. All'interno delle muta vi erano diversi pezzi d'artiglieria pesante, inclusi cannoni, obici e mortai, tutti armamenti che ad inizio conflitto scarseggiavano tra le loro file. Il forte era situato sulla sponda del Lago Champlain, una via importante tra le Tredici colonie e il Canada, dove le truppe britanniche avrebbero potuto attaccare i coloniali che tenevano l'assedio di Boston dalla retrovia. Dopo le battaglie di Lexington e Concord, il 19 aprile 1775, ovvero con lo scoppio della guerra, il governatore della Provincia della Massachusetts Bay, Thomas Gage, comprese che il forte avrebbe richiesto ulteriori fortificazioni mentre molti coloniali ebbero l'idea di conquistare il forte.
Gage, durante l'assedio, istruì il governatore del Quebec, il generale Guy Carleton, di riabilitare e fortificare nuovamente il forti di Ticonderoga e Crown Point. Carleton però non ricevette la lettera fino al 19 maggio, dopo che il forte era già stato catturato.
Benedict Arnold aveva viaggiato frequentemente attraverso la regione del forte e quella zona gli era familiare, come la condizione, l'armamento e del forte. Lungo la strada per Boston, in seguito alle notizie degli eventi a Lexington e Concord, menzionò la condizione e l'importanza del forte ai miliziani di Silas Deane. Il Committee of Correspondence del Connecticut (governo ombra dei coloniali) agì sulla base di questa informazione; diverso denaro venne "prestato" dai locali e i reclutatori furono inviati nel Connecticut nordoccidentale, nel Massachusetts occidentale e nel New Hampshire Grants (l'odierno Vermont) per arruolare volontari per un attacco al forte.
John Brown, una spia americana da Pittsfield che aveva trasportato la corrispondenza tra i comitati rivoluzionari nell'area di Boston e i supporter dei patrioti a Montréal, era ben a conoscenza del forte e del suo valore strategico. Anche Ethan Allen e altri patrioti nei territori del New Hampshire Grants conoscevano l'importanza del forte, poiché giocava un ruolo importante nell'area tra la provincia di New York e del New Hampshire. Se vi fossero stati altri tentativi prima del reclutamento dei miliziani nella Colonia del Connecticut non è chiaro. Brown notificò al Committee of Safety del Massachusetts, in marzo, la sua opinione che il forte Ticonderoga "deve essere preso prima che ostilità siano commesse dalle Truppe del Re."
Quando Arnold arrivò fuori Boston, riferì al Committee of Safety del Massachusetts riguardo ai cannoni e altri equipaggiamenti militari del forte e di come fosse poco difeso. Il 3 maggio, il Committee diede ad Arnold un mandato di colonnello e lo autorizzò a comandare una "missione segreta", nella quale doveva catturare il forte. Gli vennero consegnati cento sterline, un po' di polvere da sparo, munizioni, cavalli e istruzioni di reclutare 400 uomini, marciare sul forte e riportare nel Massachusetts tutto ciò che avesse potuto essere utile.

## La battaglia

### L'assemblamento delle forze coloniali

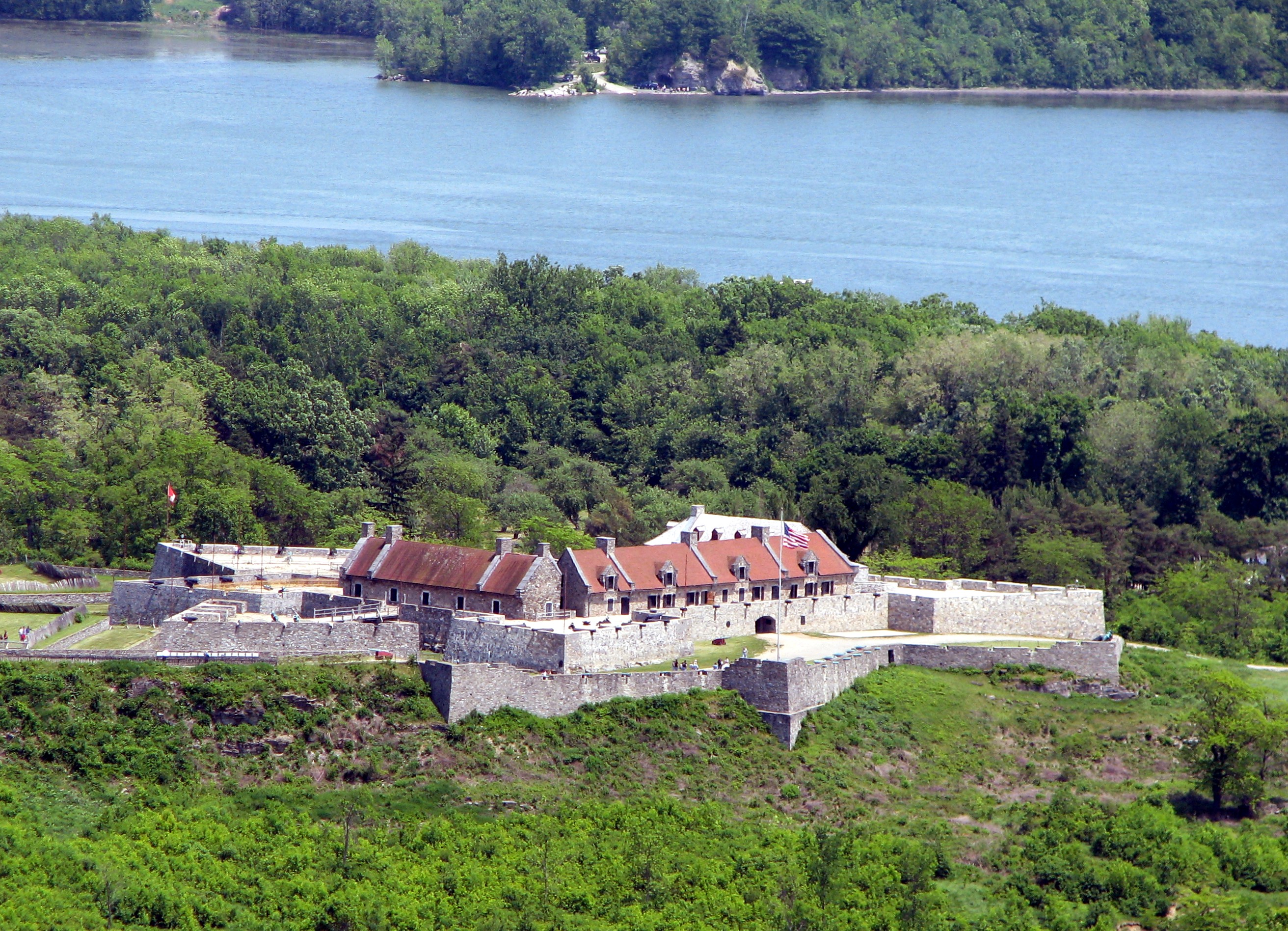
Il forte Ticonderoga oggi

Arnold partì per la missione non appena aver ricevuto i suoi ordini. Venne da subito accompagnato da due capitani, Eleazer Oswald e Johnathan Brown, che avevano l'incarico di reclutare gli uomini necessari. Arnold raggiunsero il confine tra la Provincia della Massachusetts Bay e il New Hampshire Grants il 6 maggio, dove venne a sapere che il Committee of Safety del Connecticut avevano già disposto il reclutamento dei miliziani e che Ethan Allen e i Green Mountain Boys erano già in marcia verso nord. Cavalcando verso nord fino a sfinire il cavallo, raggiunse il quartier generale di Arnold, a Bennington, il giorno seguente. Giunto lì, gli venne detto che Allen era a Castleton, a 80 km più a nord, in attesa di rifornimenti ed altri uomini. Partendo all'alba del giorno dopo, Arnold giunse a Castleton in tempo per unirsi ad un consiglio di guerra, dove richiese di poter guidare la spedizione basandosi sull'autorizzazione ricevuta dal Committee of Safety del Massachusetts.
Gli uomini che Allen aveva radunato a Castleton includevano circa un centinaio di Green Mountain Boys, circa quaranta uomini reclutati da James Easton e John Brown a Pittsfield e altri venti uomini dal Connecticut. Allen venne eletto come colonnello dell'unità, con Easton e Seth Warner come tenenti. Quando Arnold arrivò, Samuel Herrick era già stato inviato a Skenesboro e Asa Douglas a Panton per rendere sicure le imbarcazioni. Il capitano Noah Phelps, membro del "Committee of War for Expedition against Ticonderoga e Crown Point" ("Comitato di Guerra per la Spedizione contro Ticonderoga e Crown Point"), aveva perlustrato il forte vestito da ambulante in cerca di un rasoio. Vide che le mura del forte erano fatiscenti, apprese dal comandante della guarnigione che la polvere da sparo dei soldati era bagnata e che si aspettavano rinforzi in qualsiasi momento. Dopo aver riportato queste informazioni ad Allen, venne pianificato un raid da eseguire all'alba.
Molti dei Green Mountain Boys obiettarono al comando di Arnold, insistendo che sarebbero andati a casa con chiunque altro tranne Ethan Allen. Arnold ed Allen si accordarono ma nessun documento riporta in cosa consistesse tale accordo. Secondo Arnold, gli venne dato un comando congiunto all'operazione. Alcuni storici hanno supportato quest'affermazione mentre altri suggeriscono che gli venne dato il semplice permesso di marciare vicino ad Allen.

### La cattura del forte Ticonderoga

La bandiera dei Green Mountain Boys

Alle 23:30 del 9 maggio, gli uomini si erano radunati all'Hand's Cove, dove oggi sorge Shoreham, ed erano pronti ad attraversare il lago vicino a Ticonderoga. Tuttavia, le imbarcazioni non arrivarono prima delle ore 01:30 ed esse erano inadatte a trasportare tutti gli uomini. Ottantre Green Mountain Boys fecero il primo viaggio con Arnold ed Allen mentre Douglas giunse con il resto della truppa. Con il sopraggiungere dell'alba, Allen ed Arnold cominciarono a temere di perdere l'elemento sorpresa, così decisero di attaccare con gli uomini a disposizione. L'unica sentinella di guardia alla porta sud lasciò il suo posto quando il suo moschetto si inceppò e i miliziani dilagarono nel forte. Circondarono i pochi soldati addormentati, minacciandoli con le armi, e cominciarono a confiscare le loro armi. Allen, Arnold e pochi altri uomini salirono le scale che portavano agli alloggi degli ufficiali. Il tenente Jocelyn Feltham, assistente del capitano William Delaplace, fu svegliato dal rumore e chiamò il capitano svegliandolo. In situazione di stallo, Feltham chiese di sapere con quale autorità quegli uomini erano entrati nel forte. Allen, che in seguito affermò di aver parlato però con il capitano Delaplace, rispose "In nome di Dio e del Congresso Continentale!" Delaplace quindi uscì dalle sue stanze vestito e consegnò la sua spada in segno di resa.
Nessuno rimase ucciso nell'assalto e vi fu un solo ferito tra i miliziani colpito dalla baionetta di una sentinella. Con il sopraggiungere di tutti e quattrocento gli uomini, questi cominciarono a consumare liquori e altre provvigioni. Arnold, la cui autorità non era riconosciuta dai Green Mountain Boys, non fu in grado di fermarli. Frustrato, si ritirò nell'alloggio del capitano ad attendere le forze che lui stesso aveva reclutato, riportando al Congresso Provinciale del Massachusetts che Allen e i suoi uomini erano "governati dai capricci" al forte e che il piano di portare gli armamenti a Boston era a rischio. Quando Delaplace protestò per la requisizione dei suoi liquori personali, Allen gli consegnò una ricevuta che in seguito avrebbe sottoposto alla Colonia del Connecticut per il pagamento. Le dispute tra Allen ed Arnold furono talmente gravi che alcuni uomini dei due ufficiali si puntarono le armi contro.
Il 12 maggio, Allen inviò i prigionieri al Governatore del Connecticut, Jonathan Trumbull, con una nota, riportante: "Vi faccio regalo di un maggiore, un capitano e due tenenti delle truppe regolari di Giorgio III." Arnold si tenne occupato per i giorni successivi, catalogando l'equipaggio militare a Ticonderoga e Crown Point, un compito reso difficile dato che alcune mura erano crollate su alcuni degli armamenti.

### Il forte Crown Point e il raid al forte Saint-Jean

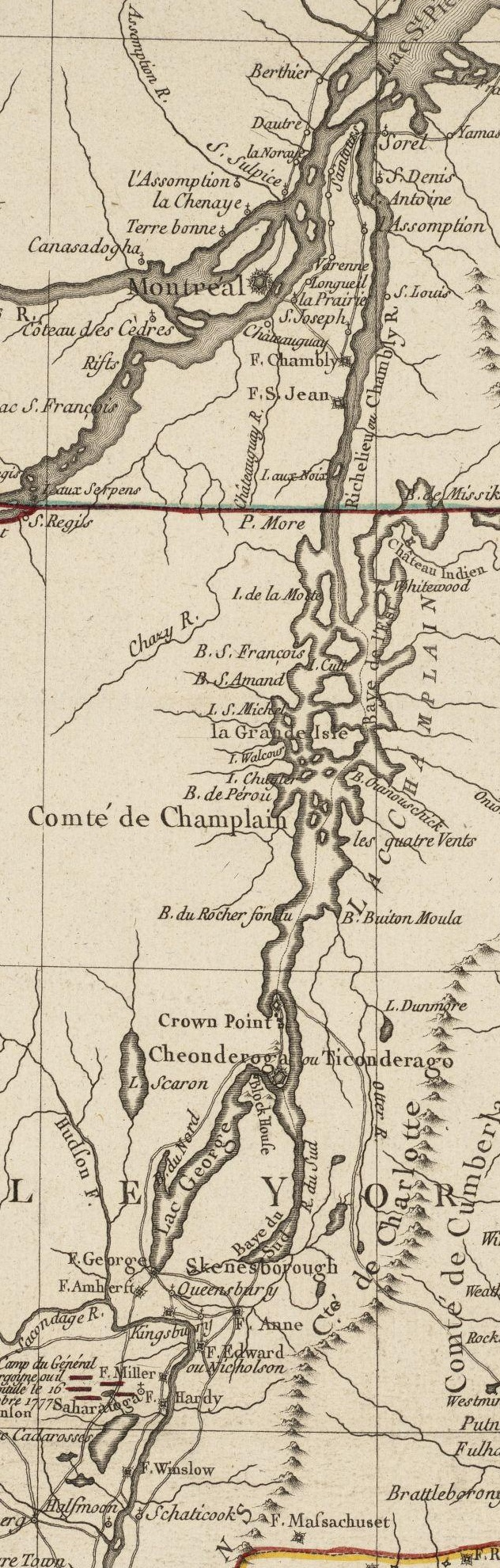
Mappa del 1777 della Champlain Valley, con tutti i forti presenti all'epoca

Seth Warner salpò con un distaccamento dal lago e catturò il vicino forte Crown Point, con una guarnigione di soli nove uomini. Ciò avvenne il 10 maggio, come riportato in una lettera di Arnold al Massachusetts Committee of Safety dell'11 maggio, nella quale affermava che un tentativo via mare di catturare il forte era stato rallentato dal venti contrari. Tuttavia Warner riferì, in una lettera datata 12 maggio, dal "Quartier Generale, Crown Point," che egli "aveva preso possesso della guarnigione" il giorno precedente, il giorno 11 di maggio. Sembrerebbe che, avendo fallito il 10 maggio, il tentativo venne ripetuto il giorno seguente con successo, come riportato nelle memorie di Warner. Una piccola forza miliziana venne inoltre inviata a catturare il forte George, sul lago George, controllato da appena due soldati.
Le truppe reclutate dai capitani di Arnold cominciarono ad affluire, alcuni solo dopo aver requisito la goletta di Philip Skene, Katherine, e diverse piccole barche a remi a scafo piatto, a Skenesboro; Arnold ribattezzò poi la goletta "USS Liberty". I prigionieri riferirono che l'unica nave da guerra britannica nella regione era al forte Saint-Jean, sul fiume Richelieu, a nord del lago. Arnold, non sapendo se la notizia che il forte Ticonderoga era caduto fosse arrivata a Saint-Jean, decise di tentare comunque un raid per impossessarsi della nave. Armò quindi la goletta con dei cannoni e salpò verso nord con 50 dei suoi uomini, il 14 maggio. Allen, non volendo lasciare ad Arnold tutta la gloria, lo seguì con alcuni dei suoi uomini a bordo delle piccole imbarcazioni ma Arnold aveva il vantaggio della velocità ed avanzò più velocemente. Il 17 maggio, Arnold era giunto all'estremità settentrionale del lago ed inviò un uomo in ricognizione al forte Saint-Jean. Il ricognitore tornò il giorno dopo, affermando che gli inglesi erano a conoscenza degli eventi a Ticonderoga e Crown Point e che delle altre truppe stavano per arrivare a Saint-Jean. Arnold quindi decise di agire immediatamente.
Vogando tutta la notte, Arnold e 35 uomini si avvicinarono al forte con le piccole imbarcazioni. Dopo un'escursione di verifica, sorpresero la piccola guarnigione del forte, catturandone i rifornimenti, assieme all'HMS Royal George, uno sloop di settanta tonnellate. Avvertiti che diverse compagnie di soldati britannici stavano arrivando da Chambly, caricarono a bordo della Royal George, che Arnold ribattezzò USS Enterprise, tutti i rifornimenti e i cannoni possibili. Le imbarcazioni di piccola dimensione che non poterono portare con loro furono affondate, prima che i miliziani tornassero nelle acque del lago. L'azione fu osservata da Moses Hazen, un ufficiale britannico in pensione che viveva vicino al forte. Hazen andò a Montréal per riferire al comandante militare locale ciò che era accaduto e poi si diresse verso Québec City, per riferire anche al generale Carleton, il 20 maggio, che dispiegò immediatamente il maggiore Charles Preston e 140 uomini da Montreal al forte Saint-Jean.
Venticinque chilometri all'interno del lago, Arnold incontrò Allen che con i suoi uomini si dirigevano verso nord. Dopo le celebrazioni della vittoria, Arnold fece imbarcare Allen e i suoi che avevano remato per centocinquanta chilometri senza provvigioni. Allen, credendo di poter prendere il forte, continuò verso nord mentre Arnold proseguì verso sud. Allen arrivò a Saint-Jean il 19 maggio, dove venne avvertito da un mercante che i britannici erano in arrivo al forte. Allen, dopo aver scritto un messaggio per il mercante da consegnare ai cittadini di Montreal, fece ritorno a Ticonderoga, il 21 maggio, lasciando il forte Saint-Jean appena prima che le forze britanniche arrivassero. Nella fretta di fuggire dagli inglesi, tre uomini furono lasciati indietro; uno di essi venne catturato mentre gli altri due riuscirono a scappare verso sud.

## Le conclusioni
Ethan Allen e i suoi uomini se ne andarono da Ticonderoga, specialmente una volta che gli uomini cominciarono a bere, mentre Arnold gestiva i suoi uomini da Crown Point. Arnold inoltre sovrintendeva alla gestione delle navi, prendendo anche il controllo dell'Enterprise, a causa della mancanza di bravi marinai. I suoi uomini cominciarono a ricostruire le caserme nel forte Ticonderoga ed estrassero gli armamenti sepolti, realizzandone poi dei mezzi di trasporto.
La Colonia del Connecticut inviò circa 1000 uomini, sotto il comando del colonnello Benjamin Hinman, per tenere il forte Ticonderoga, inoltre anche la Provincia di New York cominciò a reclutare la milizia per difendere Crown Point e Ticonderoga da un possibile attacco britannico da nord. Quando le truppe di Hinman giunsero, in giugno, vi fu un nuovo scontro per la leadership. Nessuna delle comunicazioni giunte ad Arnold dal Massachusetts indicava che doveva servire sotto Hinman e quando questo cercò di ottenere il comando a Crown Point, Arnold rifiutò, poiché le indicazioni di Hinman includevano solo Ticonderoga. Il comitato del Massachusetts inviò una delegazione a Ticonderoga e quando arrivò, il 22 giugno, chiarirono ad Arnold che doveva servire sotto Hinman. Arnold, dopo aver riflettuto per due giorni, lasciò il comando, rassegnò le dimissioni e tornò a casa, dopo aver speso molto meno delle mille sterline consegnategli per la cattura del forte.

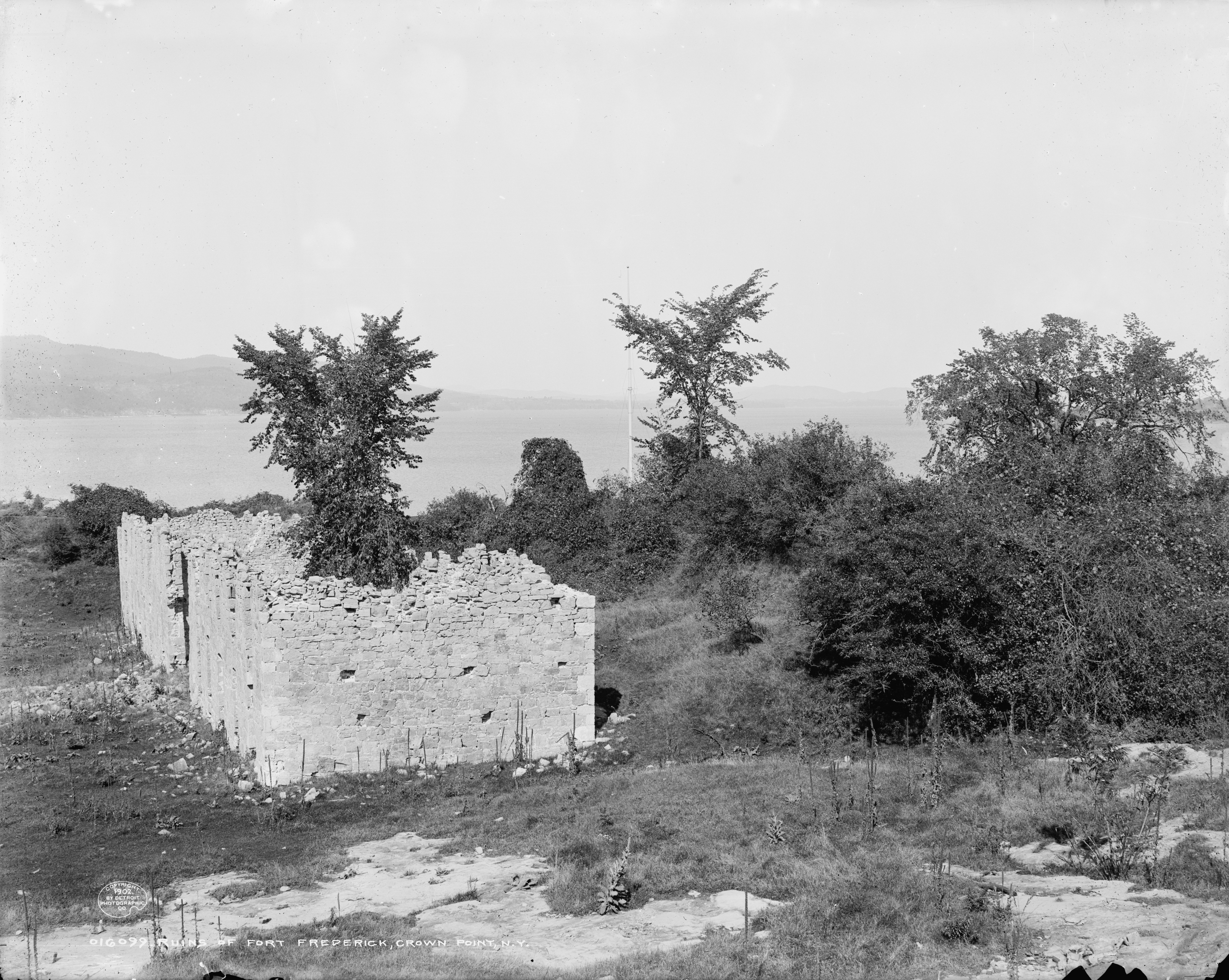
Le rovine del forte Crown Point, in una foto del 1902

Quando il Congresso ricevette notizie sugli eventi, inviarono una seconda lettera agli abitanti del Québec, portata in giugno da James Price, un altro mercante canadese, simpatizzante per i coloniali. Questa lettera e altre comunicazioni dal Congresso di New York, assieme alle attività dei supporter che facevano propaganda a voce, aizzarono la popolazione del Québec nell'estate del 1775.
Quando le notizie della caduta del forte Ticonderoga raggiunsero l'Inghilterra, Lord Dartmouth scrisse definendo l'evento "molto sfortunato; davvero molto sfortunato".

### Le ripercussioni nel Québec
Le notizie della cattura dei forti Ticonderoga, Crown Point e, in special modo, del raid sul forte Saint-Jean elettrizzarono la popolazione del Québec. Il colonnello britannico Dudley Templer, in carica alla guarnigione di Montreal, riferì che il 19 maggio iniziò il reclutamento della milizia per difendere la città, chiedendo anche ai nativi americani che vivevano vicino di prendere le armi. Solo cinquanta uomini, la maggior parte francofoni proprietari terrieri e nobili, si offrirono volontari nella milizia e furono inviati al forte Saint-Jean; nessun indiano si arruolò. Templer inoltre impedì ai commercianti, simpatizzanti per i coloniali, di inviare rifornimenti a sud, in risposta alla lettera di Allen.
Il generale Carleton, avvertito sugli eventi del 20 maggio, ordinò immediatamente alle guarnigioni di Montreal e Trois-Rivières di fortificare il forte Saint-Jean. La maggior parte delle truppe rimaste nel Québec furono separate e inviate in vari punti lungo il fiume San Lorenzo, fino ad Oswegatchie, a guardia di potenziali minacce d'invasione. Carleton viaggiò quindi fino a Montreal per sovrintendere alla difesa della provincia, lasciando la città di Québec al governatore Hector Cramahé. Prima di andarsene, Carleton prevalse sul monsignor Jean-Olivier Briand, vescovo di Québec, per reclutare gli uomini in supporto alle difese provinciali, come accadde nell'area circostante Montreal e Trois-Rivières.

### Le ultime azioni vicino al forte Ticonderoga

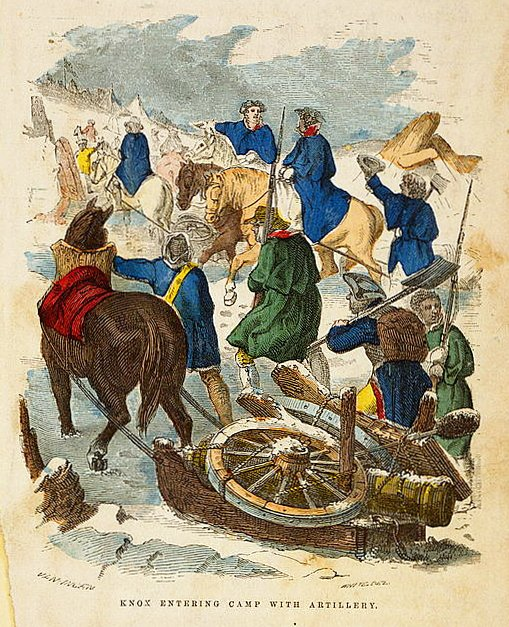
Knox entra nel campo con l'artiglieria

Nel luglio 1775, il generale Philip Schuyler cominciò ad usare il forte come base per l'invasione del Québec iniziata in agosto. Nell'inverno tra il 1775 e il 1776, Henry Knox diresse il trasporto dei cannoni dal forte Ticonderoga all'assedio di Boston. I cannoni furono poi posizionati sulle colline di Dorchester Heights, sovrastanti Boston e la sua baia, dove vi erano le navi inglesi usate dagli assediati per evacuare la città nel marzo 1776.
Benedict Arnold guidò nuovamente una flotta nella battaglia di Valcour Bay e giocò un ruolo chiave per impedire che i britannici ricatturassero il forte nel 1776. I britannici tuttavia ricatturarono il forte nel luglio 1777, nella campagna di Saratoga, ma dovettero abbandonarlo nuovamente in novembre, a seguito della resa a Saratoga del generale Burgoyne.

### La rottura delle comunicazioni
Anche se il forte Ticonderoga non era all'epoca una importante posizione militare, la sua catture ebbe importanti conseguenze. Il controllo ribelle dell'area rappresentava una minaccia alle comunicazioni e alle linee di rifornimento via terra tra le forze britanniche in Canada e quelle a Boston e, in seguito, a New York, costringendo i britannici a modificare la struttura di comando. La rottura delle comunicazioni fu evidenziata dal fatto che Arnold, lungo il viaggio verso fort Saint-Jean, intercettò un messaggio da Carleton per Gage, con i dettagli della forza delle truppe inglesi nel Québec. Il comando delle forze militari inglesi nel Nordamerica, precedentemente in mano ad un singolo uomo, fu diviso in due: il generale Carleton ricevette il comando delle forze in Canada mentre al generale Howe venne dato il comando delle forze lungo la costa atlantica, una soluzione che funzionò bene con i generali James Wolfe e Jeffrey Amherst nella guerra franco-indiana. In questo conflitto, tuttavia, la cooperazione tra le due forze si dimostrò problematica e fu determinante nel fallimento britannico nella campagna di Saratoga del 1777, quando il generale Howe lasciò il generale Burgoyne senza supporto meridionale.

### La disputa tra Allen ed Arnold

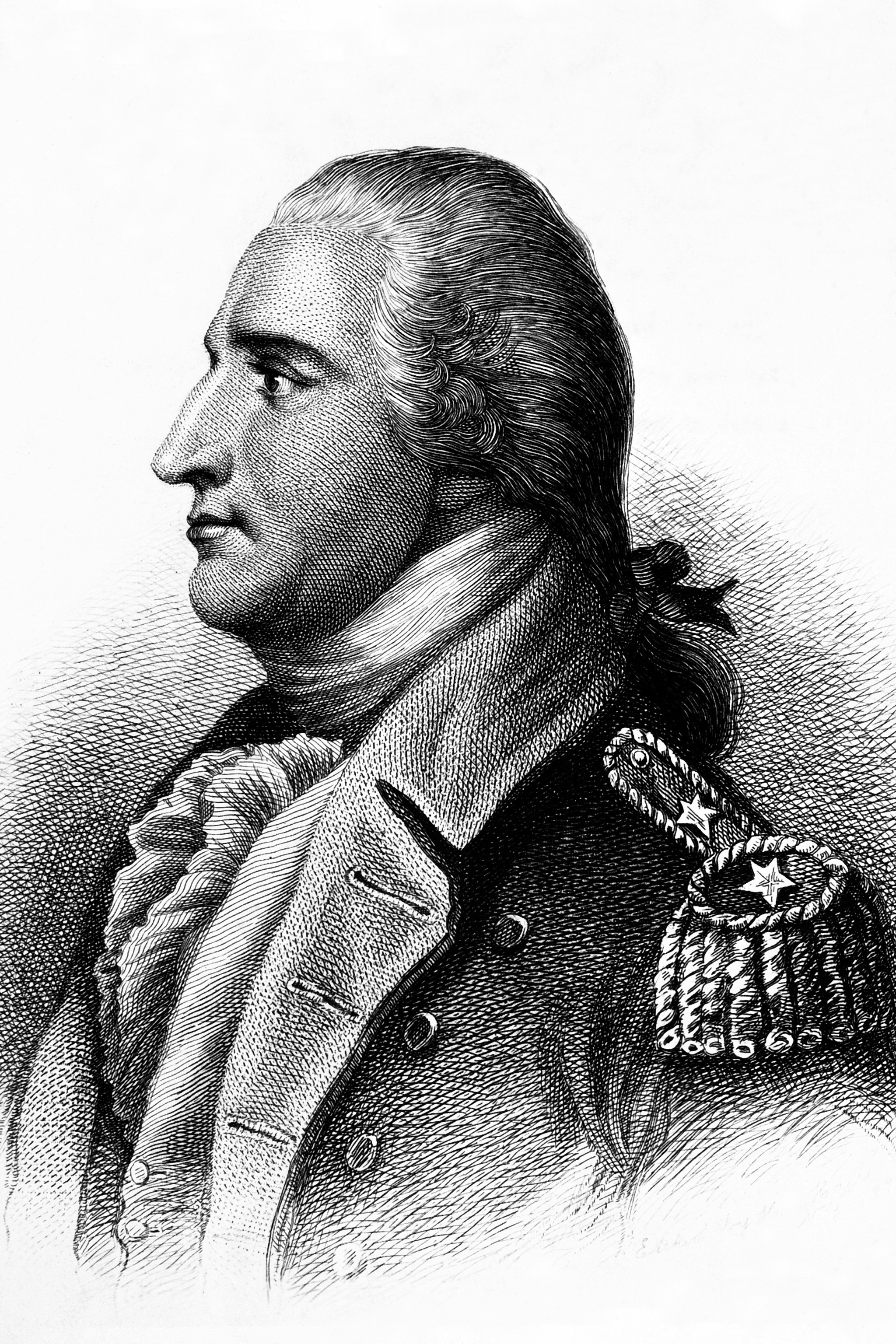
Una stampa rappresentante Benedict Arnold del 1879, di H.B. Hall

Il giorno della cattura del forte, Allen ed Arnold cominciarono una disputa per chi avesse il comando nelle operazioni. Arnold, incapace di esercitare alcuna autorità su Allen e i suoi uomini, cominciò a tenere un diario degli eventi e delle azioni militari, altamente critico nei confronti del rivale. Allen, nei giorni seguenti la battaglia, cominciò anche lui a tenere delle memorie. Pubblicate diversi anni dopo, queste non menzionavano affatto Arnold. Scrisse inoltre diverse versioni degli eventi che John Brown e James Easton portarono ai Comitati dei Congressi di New York, del Connecticut e del Massachusetts. Randall afferma che Easton portò con sé testimonianze sia di Arnold che di Allen ma perse il rapporto di Arnold durante il viaggio, consapevole però che la versione di Allen, che glorificava il suo ruolo nella battaglia, sarebbe stato gradito al Comitato del Massachusetts. Smith indica che era molto probabile che Easton preferisse il comando di Allen per motivi personali. Allen ed Easton fecero ritorno al forte Crown Point, il 10 giugno, e chiesero un consiglio di guerra mentre Arnold era al comando della flotta nel lago, chiaramente infrangendo i protocolli militari. Quando Arnold, i cui uomini comandavano la guarnigione, fece valere la sua autorità, Easton lo insultò, spingendo Arnold a sfidarlo a duello. Arnold in seguito riporto: "Rifiutando di dipingere un gentiluomo, egli aveva una spada sul fianco e una cassa di pistole cariche nella sua sacca, gli diedi un calcio molto forte e gli ordinai di andare alla Punta [della penisola]."